# Makaravank
Vous lisez un « bon article » labellisé en 2009.
Makaravank (en arménien Մակարավանք, « monastère de Macaire ») ou monastère de Saint-Macaire est un monastère arménien situé près de la communauté rurale d'Achajur dans le marz de Tavush, en Arménie du nord-est. Il a été fondé au IXe siècle sur un plateau boisé, et agrandi au XIIIe siècle. Restauré au XXe siècle, il a fait l'objet dans les années 2000 de mesures visant à consolider le sol sur lequel il est bâti.
Composé d'une ancienne église, d'une église principale Sourp Astvatsatsin (« Sainte-Mère-de-Dieu ») et de leur gavit commun, ainsi que d'une petite église Sourp Astvatsatsin et de divers bâtiments en ruine, ce monastère doté de remparts est particulièrement renommé pour ses décors sculptés. Son potentiel touristique est cependant encore peu exploité.

## Situation géographique
Pour des articles plus généraux, voir Tavush, Artsakh et Gougark.
Le monastère est situé sur un plateau boisé près d'un versant du mont Paytatap, au nord-est du haut-plateau arménien et sur la bordure extérieure du Petit Caucase. Depuis son emplacement, une large vue s'ouvre sur la vallée de l'Aghstev et, par-delà la frontière azerbaïdjanaise, sur celle de la Koura.
Makaravank est situé à 3 km au sud-ouest de la localité d'Achajur, sur le territoire de la communauté rurale du même nom, dans le marz de Tavush, au nord-est de l'Arménie.
Historiquement, Makaravank est situé dans le canton de Mets Kuenk de la province d'Artsakh, devenu au Moyen Âge le canton de Kolbopor de la province de Gougark, ces deux provinces étant comptées parmi les quinze provinces de l'Arménie historique selon le géographe du VIIe siècle Anania de Shirak.

## Toponymie
En arménien, Makaravank signifie « monastère de Macaire ». Selon la tradition locale, Macaire, ou Makar, était un des maîtres maçons en charge au monastère qui, devinant la mort de son fils que ses proches tentaient de lui cacher, se jeta du sommet d'un des bâtiments et fut enterré sous l'un des murs du monastère, lui donnant ainsi son nom. Il est cependant plus probable que le nom de l'établissement lui vienne du saint auquel il a été dédié, saint Macaire.

## Histoire
Pour un article plus général, voir Arménie zakaride.
Le site du monastère semble avoir été occupé dès l'époque païenne d'après des traces découvertes près des sources locales ; des vestiges de constructions en bois attestent également de son occupation au IVe siècle.
L'actuel monastère de Makaravank est fondé au IXe siècle, mais il ne subsiste de cette époque que l'« ancienne église », probablement du Xe siècle. À la fin du XIIe et au début du XIIIe siècle, il est fortement agrandi sous ses abbés Hovhannès Ier et David et en partie grâce au mécénat de la noblesse, participant ainsi au renouveau de l'Arménie zakaride. Des réfections sont menées sous l'abbé Hovhannès II (1250-1276). L'époque à laquelle le monastère est abandonné n'est pas déterminée.
Au XXe siècle, fortement délabré, le site fait l'objet de restaurations en 1940 et dans les années 1970. En outre, le terrain sur lequel le monastère est bâti étant soumis à un phénomène de solifluxion, des interventions ont été menées afin de le consolider au moyen de béton. Un programme d'étude des glissements de terrain s'est déroulé de 2003 à 2005. En dépit de ces travaux, le potentiel touristique du site reste encore peu exploité.

## Bâtiments
Pour un article plus général, voir Architecture arménienne.
Les principaux bâtiments du complexe sont l'« ancienne église », l'« église principale » (Sourp Astvatsatsin) et leur gavit commun, ainsi que la petite église Sourp Astvatsatsin. Les pierres utilisées sont l'andésite, le tuf et la felsite.
| Plan du monastère. | \| Sur ce plan, le nord est à gauche. 1. Ancienne église. 2. Église principale, Sourp Astvatsatsin (« Sainte-Mère-de-Dieu »). 3. Sourp Astvatsatsin (« Sainte-Mère-de-Dieu »). 4. Chapelle en ruine. 5. Gavit. 6. Sacristie. 7. Bâtiments civils en ruines. 8. Entrée principale. 9. Remparts. 10. Fontaine. \| |
| Sur ce plan, le nord est à gauche. 1. Ancienne église. 2. Église principale, Sourp Astvatsatsin (« Sainte-Mère-de-Dieu »). 3. Sourp Astvatsatsin (« Sainte-Mère-de-Dieu »). 4. Chapelle en ruine. 5. Gavit. 6. Sacristie. 7. Bâtiments civils en ruines. 8. Entrée principale. 9. Remparts. 10. Fontaine. | |

### Ancienne église
Le plus ancien bâtiment subsistant de Makaravank est l'« ancienne église » (1), datant probablement du IXe ou du Xe siècle et dont on ignore à qui elle était dédiée. Cette croix inscrite cloisonnée fermée de l'école de Tachir-Lorri est complétée aux angles par quatre chapelles et supporte un tambour surmonté d'une coupole. Le décor sculpté y est relativement discret par rapport aux autres édifices et se limite à l'encadrement des fenêtres, aux pendentifs de la voûte (représentant les Évangélistes Matthieu, Luc, Jean et Marc), à la bande à entrelacs du tambour, et surtout à son bem (autel de type arménien) orné de motifs géométriques et végétaux. La partie supérieure du bâtiment, la décoration du tambour et les sculptures du bem indiquent une restauration au XIIIe siècle.
L'église est flanquée au nord d'une sacristie (6) plus tardive, utilisée notamment comme boulangerie où étaient préparées les hosties.

### Église principaleSourp Astvatsatsin
Au sud-ouest de l'ancienne église se dresse le plus imposant des bâtiments du lieu, l'église Sourp Astvatsatsin (« Sainte-Mère-de-Dieu ») ou « église principale » ((2), 13,5 × 9,5 m à l'extérieur), érigée en 1205 par Vardan, fils d'un prince Bazaz. Cette église est une croix inscrite cloisonnée ouverte dotée d'une abside semi-circulaire à l'est comptant treize niches à arcature, complétée de pièces d'angle cloisonnées, dont celles situées à l'est comptent deux étages. Elle est surmontée en son centre d'un tambour cylindrique coiffé d'une coupole.

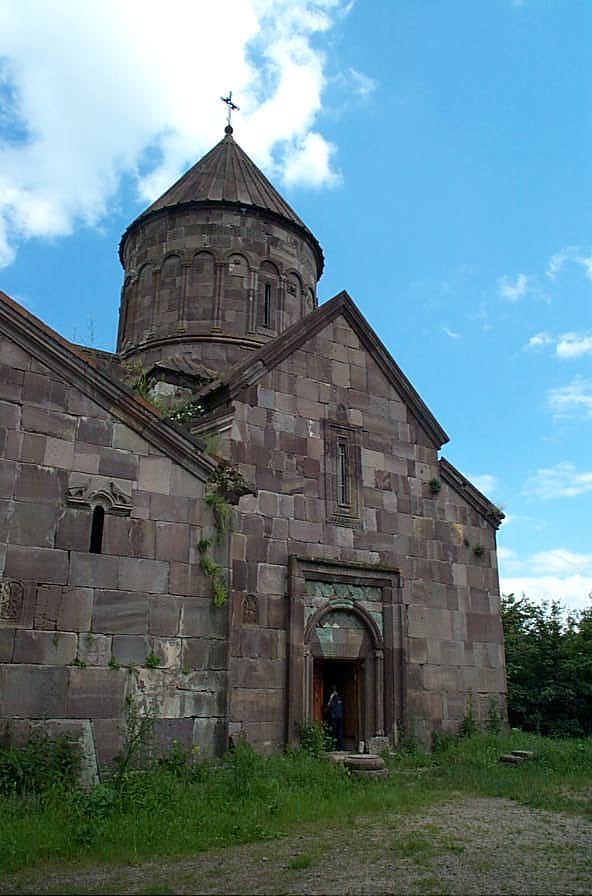
Façade occidentale.
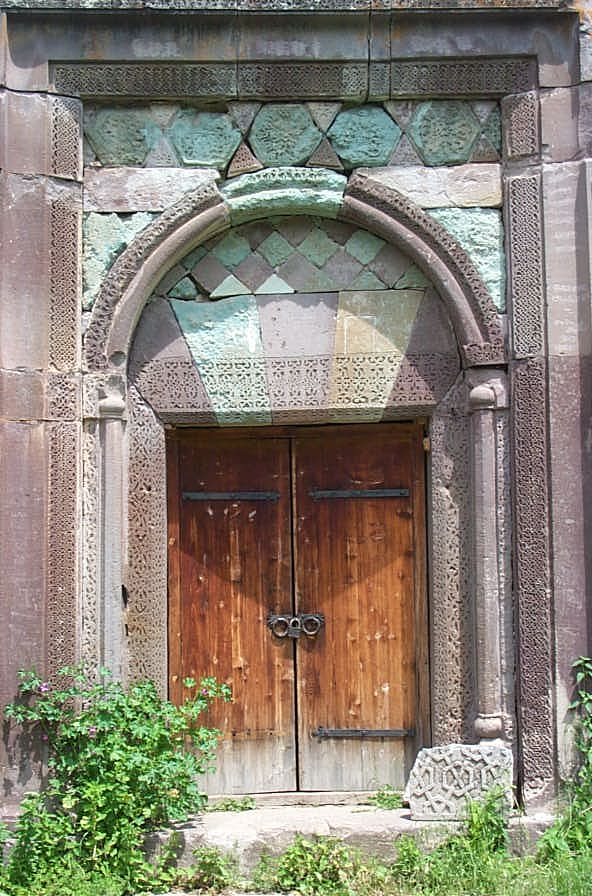
Portail occidental.

Le décor sculpté y est particulièrement riche, tant à l'extérieur qu'à l'intérieur. À l'extérieur se distinguent les façades orientale, méridionale et occidentale : les deux premières sont percées de niches dièdres surmontées de festons à palmettes typiquement géorgiens et entourées de hauts-reliefs représentant des animaux, et voient leurs fenêtres décorées de motifs géométriques ; la façade méridionale compte également deux oculi. La façade occidentale est percée par un portail à chambranle encadrant une marqueterie de carrés verts et violets pour le tympan et d'hexagones verts et de triangles violets pour les écoinçons. Quant à la façade septentrionale, elle est adossée au gavit. Le décor extérieur est enfin complété par l'arcature à doubles colonnettes, la frise géométrique et les fenêtres à chambranle du tambour.
Le décor intérieur se distingue particulièrement par le bem situé dans l'abside et orné de deux rangs d'étoiles à huit branches contenant des créatures mythiques (des sphinx, une harpie) ou ordinaires (des paons, des colombes, un aigle, des poissons) et deux hommes (dont l'un, avalé par une baleine, pourrait être le prophète Jonas), « l'un des chefs-d'œuvre de l'art arménien ».

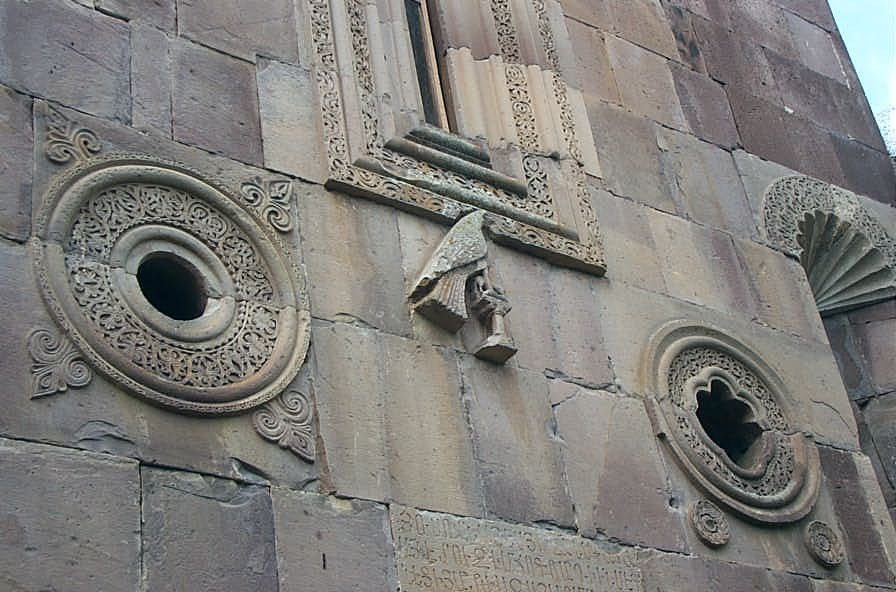
Détail de la façade sud : les deux oculi, la fenêtre centrale, une colombe sur un perchoir et la partie supérieure d'une des niches[1].
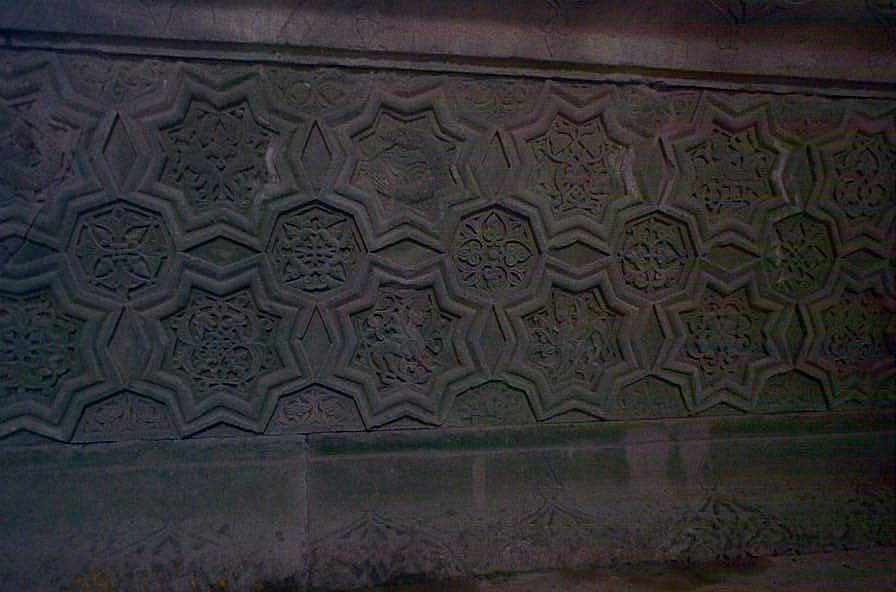
Bem (autel).

### Gavit
Accolé à la façade septentrionale de Sourp Astvatsatsin et à la façade occidentale de l'« ancienne église » se situe le gavit (5), construit en 1224 par le prince Vatché Vatchoutian. Ce carré de presque 170 m2 est doté de quatre piliers supportant à l'origine une coupole et une voûte à caissons triangulaires soutenue par six arcs en étoile. Seule sa façade occidentale est ornementée : au-dessus du portail décoré de frises aux motifs végétaux, la fenêtre centrale à chambranle est ornée à droite d'un sphinx ailé et couronné, et à gauche d'un bœuf attaqué par un lion.

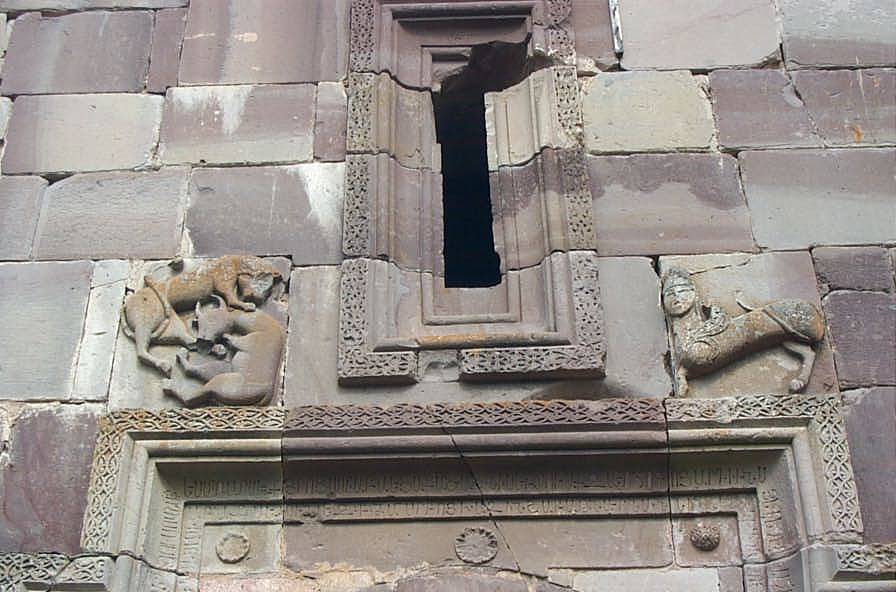
Sculptures de la fenêtre centrale du gavit.
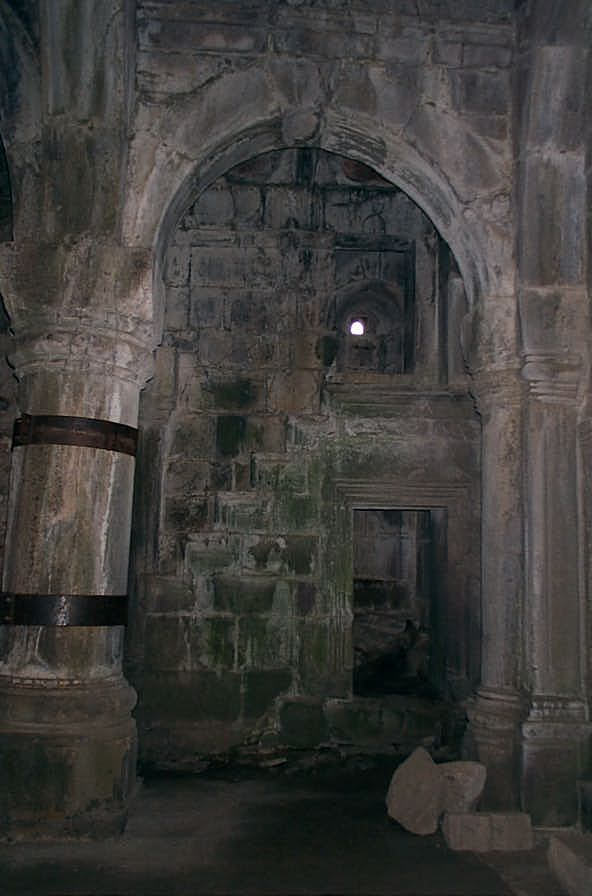
Intérieur du gavit.
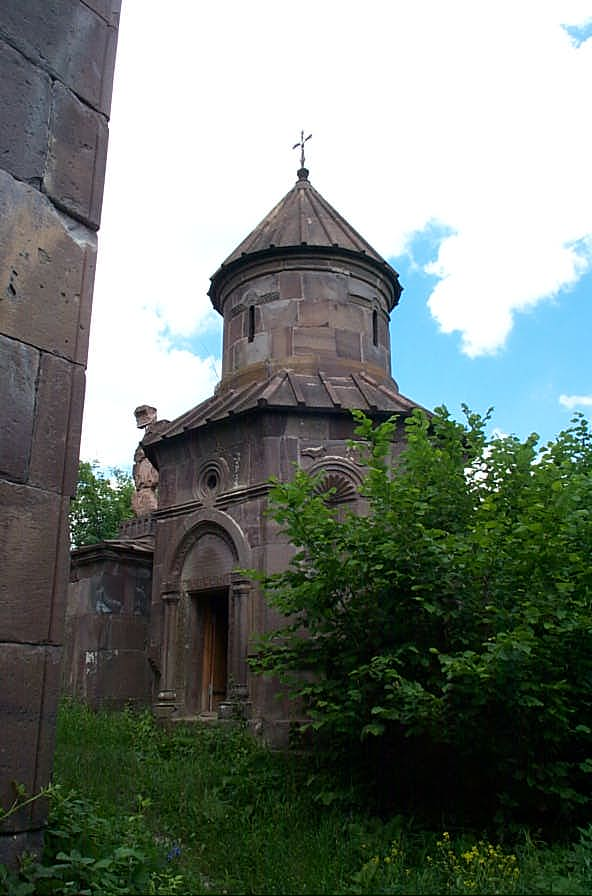
La petite église Sourp Astvatsatsin, vue depuis le sud-ouest.

### Petite égliseSourp Astvatsatsin
Au sud-est de ce groupe, une petite église également dédiée à la Sainte-Mère-de-Dieu (3) a été érigée en 1198 et se distingue par son plan : son chevet est triconque inscrit dans un octogone dont la base cerclée est posée sur un carré. Surmontée d'un tambour cylindrique à coupole conique, cette église probablement bâtie pour les parents de l'abbé Hovhannès est dotée d'un riche décor qui en fait un « joyau architectonique ». Le portail occidental est ainsi orné d'une foison de motifs végétaux ; quant à l'octogone, il est ceint de paires de colonnettes et d'une bande moulurée surmontée de représentations d'animaux (une cigogne tuant un serpent au nord, une colombe et un médaillon contenant un aigle attaquant une autre colombe au sud-ouest, et deux lions au sud).
Au nord lui était accolée une chapelle mononef (4) aujourd'hui en ruine.

### Autres bâtiments
L'ensemble est complété par l'entrée du monastère (8, un fer à cheval creusé dans la roche) à 30 mètres à l'ouest, une fontaine (10) à 100 mètres au nord-ouest, des bâtiments civils (7, en ruines, dont une hôtellerie du XIIIe siècle) et des remparts (9, à moitié ruinés).